# Heaven Upside Down
Heaven Upside Down je desáté studiové album americké skupiny Marilyn Manson. Vydáno bylo dne 6. října 2017 společnostmi Loma Vista Recordings a Caroline Records. Kapela na albu začala pracovat již v listopadu 2015. V červenci 2016 následně frontman kapely Brian Warner (Marilyn Manson) potvrdil, že deska vyjde na Den svatého Valentýna (tj. v únoru 2017) a její pracovní název je Say10. Později však bylo vydání odloženo a deska vyšla až v říjnu 2017. Jejím producentem byl Tyler Bates. Album se umístilo na osmém místě hitparády Billboard 200.

## Seznam skladeb
1. Revelation #12 – 4:42
2. Tattooed in Reverse – 4:24
3. We Know Where You Fucking Live" – 4:32
4. Say10 – 4:18
5. Kill4Me – 3:59
6. Saturnalia – 7:59
7. Jesus Crisis – 3:59
8. Blood Honey – 4:10
9. Heaven Upside Down – :49
10. Threats of Romance – 4:37

## Obsazení
Marilyn Manson
- Marilyn Manson – zpěv
- Tyler Bates – různé nástroje
- Gil Sharone – bicí

Ostatní hudebníci
- Dana Dentata – doprovodné vokály
- Roger Joseph Manning Jr. – clavinet